# Torbiel Tarlova

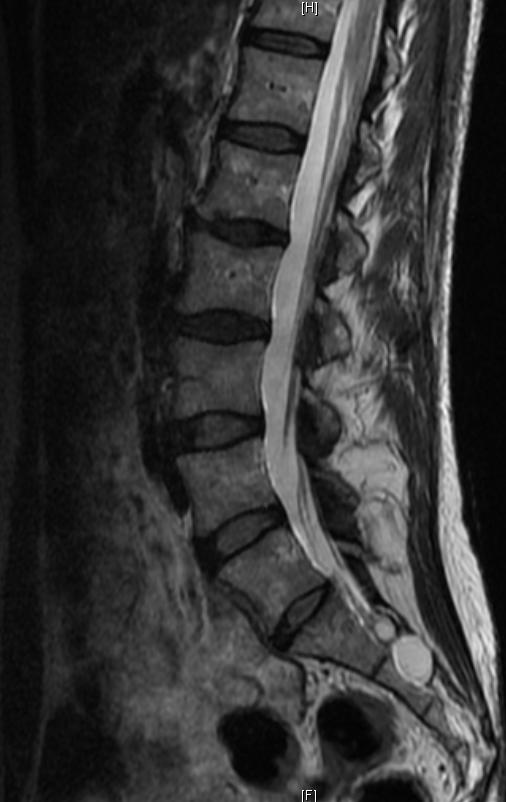
Obraz MRI torbieli Tarlova w jednym z dolnych zwojów nerwowych rdzeniowych

Torbiel Tarlova (ang. Tarlov cyst, perineural cyst) – wrodzona zmiana torbielowata o niejasnym pochodzeniu, lokalizująca się między onerwiem a zewnętrzną blaszką opony miękkiej obejmujących zwój nerwowy rdzeniowy. Włókna nerwowe przebiegają w ścianie torbieli. 
Torbiele Tarlova rozpoznawane są zazwyczaj przypadkowo w badaniu MRI wykonanym z innego powodu, np. zmian zwyrodnieniowych kręgosłupa. 
Uznawane były przez wiele lat za asymptomatyczne, choć jej odkrywca dr Isadore Tarlov bardzo szybko sprostował swoje pierwotne stwierdzenie, od roku 1938 powielane jest ono w wielu publikacjach. Rozwój zaawansowanych technik obrazowych i postępy neurochirurgii dowodzą błędności tego założenia. Według badań opublikowanych na Neurosurgerytoday.org w 2006 zaledwie ok. 3% pacjentów ze stwierdzoną w badaniach MR obecnością torbieli nie odczuwa żadnych dolegliwości, 4,2% określa ból jako bardzo słaby, 7,6% słaby, 31,5% umiarkowany, 38,6% jako silny, 15,1% bardzo silny. 
Obecnie prowadzone są badania nad różnymi technikami operacyjnego leczenia torbieli. Prowadzą je między innymi dr Daniel Maitrot w Strasbourgu i dr Donlin Long w Baltimore. W krajach Unii Europejskiej Torbiel Tarlova zostaje dopisana do listy chorób rzadkich. Powstają też grupy samopomocowe pacjentów.